# Allogymnopleurus umbrinus
Allogymnopleurus umbrinus är en skalbaggsart som beskrevs av Gerstaecker 1871. Allogymnopleurus umbrinus ingår i släktet Allogymnopleurus och familjen bladhorningar. Inga underarter finns listade i Catalogue of Life.